# ガジェット警部
『ガジェット警部』（ガジェットけいぶ、INSPECTOR GADGET）は、1983年にフランスのDIC、日本の東京ムービー新社、カナダのネルバナ、アメリカのField Communicationsが合作したテレビアニメ。
フランスは1983年9月10日から1986年2月1日に放送され、日本でもNHK衛星第2テレビジョンの衛星アニメ劇場の枠にて、1990年8月15日から9月14日の間に第26話まで放送された後一旦打ち切られ、1994年4月7日から1996年3月21日までの再放送にて残りの回も放送された。2シーズン合わせて全86話が制作されたが、日本では合計81話分の放送が確認されている。
1999年には『GO!GO!ガジェット』として実写映画化された。こちらは日本版『バグズ・ライフ』VHSによると2000年に日本で劇場公開する予定であった模様。
2015年現在Netflixでは、新作CGアニメシリーズの『ガジェット警部の事件簿』が配信されている。また海外では「Inspector Gadget Megaset」という全シーズンを収録した3枚組DVDボックスが発売されている。

## 登場人物
この作品は各国の合作作品ではあるが、キャラクターの名前が言語版ごとにそれぞれ異なっている。例えば、ペニーはヨーロッパ放送分では、ソフィーという名前に置き換えられている。
ガジェット警部
声 - 玄田哲章（TV）、安原義人（SP）、江原正士（世界旅行版）、関直人（CGアニメ版）
メトロ・シティの警部。不慮の事故（バナナの皮で滑って転ぶ）で死亡するが、フォンスリックスタイン教授（のちに本編にも登場する人物）の手によりサイボーグとして復活。全身にあらゆる装置（ガジェット）が仕込まれている。やることなすことドジばかりだが本人はまったく気づいておらず、自身の強運とペニー及びブレインの陰のサポートにより切り抜ける。常にコートと帽子を着用（どちらも装備の一部である）。特に帽子は風呂でも寝るときでも外さない。同じコートを何着も持っている。
ペニー
声 - 高田由美（TV）、清華（CGアニメ版）
ガジェットの姪。金髪ツインテールにＴシャツ、ひざパッチの長ズボン姿。頭がよく、決断力、判断力に富む。毎回ガジェットを陰からサポートし、実質的には彼女が事件を解決している。行動力が災いしてマッドに捕まり拘束されることもままある。腕時計型の通信機でブレインと通信したりクインビー署長を呼び出す。本型の高性能パソコン「コンピューターブック」を携行している。コンピューターコンテストに優勝し、東京 に行ったことも。年齢は10歳。（他シリーズでは12歳など設定が異なる）
ブレイン
声 - フランク・ウェルカー
ペニーの飼い犬。首輪にマイクとヘッドホンが仕込まれており、ペニーからの指令を受けてガジェットを陰から助ける。通常は普通に四本足で歩くがガジェットのサポート時は二足歩行する。変装が得意。人語は話せないが理解はできる。通信での会話の際は手話もどきのジェスチャーを使う。
クインビー署長
声 - 辻村真人
ガジェットの上司。事件があるといろいろな「物」に変装してガジェットに指令を渡す。指令書は読んだ後に自動的に消滅（爆発）する物であり、毎回、「こうなることを恐れていたんだ」などと言いつつお約束的に爆風を浴びる事となる。話によって署長だったり部長だったりする（台詞の邦訳者が異なるためと思われる）。
ドクタークロウ
声 - 小関一
秘密結社マッドのボス。画面では腕しか登場していない。なおマッドはその技術力を主に利潤追求のための犯罪に利用しようとするので秘密結社と言うよりは犯罪組織である。CGアニメ版では甥と母が登場する。
マッドキャット
声 - フランク・ウェルカー
ドクタークロウの飼い猫。ドクタークロウの機嫌が悪いときは決まってひどい目に合わされる。
- その他（TVシリーズ） - 関俊彦（王子）[10]、江原正士（アヴドゥル）[11]、鈴木清信[12]、梁田清之（ボーラ）[13]、園部啓一[14]、津久井教生[15]、中村秀利[16]、桜井敏治[17]、郷里大輔、島香裕、広瀬正志、中村大樹、三木眞一郎、千葉繁、永野広一、岸野一彦、中多和宏、ほか

## ガジェット警部のガジェット（装備）
ガジェットコプター
頭部（帽子）からローターと操縦桿が出現、空を飛べる。
ガジェットアンブレラ（パラソルとも呼称）
頭部（帽子）から傘（を持ったマニピュレーター：ガジェットハンド）が出現。主にパラシュート代わりに使用。
ガジェットスコープ
帽子のつばから望遠レンズ（双眼鏡）が降りてくる。索敵・偵察に使用。
- ガジェットアーム

ひじから先がテレスコピックになっており伸ばすことが出来る。
極秘ガジェット電話（シークレットガジェットフォンとも呼称）
親指の先からアンテナが出現、親指と小指で受話と送話を行う電話。主にクインビーからの第一段階連絡用。電話の直後に変装したクインビーと直接会う。ちなみにこの極秘ガジェット電話を使うときの指の動きは実際にある「電話する」という意味の手話である。
ガジェットスクリュードライバー
薬指から出現するドライバー。なぜか使用しようとするとガジェットスケートまで出現、転倒する事が多い。
ガジェットコート
ボタンを引っ張るとコートが膨らみクッションや救命胴衣になる。
ガジェットレッグ
足首の関節がコイル状になってのびる。ジャンプや高所への移動に使用する。
ガジェットスケート
靴の裏からローラーが出現。滑走できる。たいがい転倒する。
ガジェット磁石（マグネット）
靴の裏から蹄鉄型磁石が出現。
ガジェットバン
ガジェット警部の愛車。シフトレバーの操作によりバンからデロリアン・DMC-12に酷似したスポーツタイプの乗用車（ガジェットモービル）に変形する。
ガジェットレーザー
人差し指からレーザーを発射。鉄格子を切ったり、バーベキューの着火に使われたりする。
ガジェットウォーターガン
人指し指から水を発射。雪を発射するガジェットスノーガンもある。

## スタッフ
共通
- 監督 - ブルーノ・ビアンキ
- プロデューサー - ジーン・チャロピン、アンディ・ヘイワード、片山哲生

シーズン1
- 助監督 - 比留間敏之
- キャラクターデザイン - ブルーノ・ビアンキ、エドワード・デビッド、キリシタン・ショケ、ジーン・バルボー、ジレス・アストーグ、チャールズ・ボニファシオ、ブライアン・ルメイ
- 編集 - ピーター・アリエス、フィリップ・コトラルスキ、鶴渕允寿
- 音楽 - シュキ・レヴィ、ハイム・サバン
- プロデューサー - ジーン・チャロピン、パトリック・ルベー
- 制作協力 - FIELD COMMUNICATION、LBS、東京ムービー新社、CUCKOO'S NEST
- 製作 - DIC PRODUCTION、FR3、NELVANA

シーズン2
- シリーズ構成 - ジーン・チャロピン
- キャラクターデザイン - ブルーノ・ビアンキ、ジーン・バルボー、キリシタン・ショケ、ステファン・マルティニエア、フランコイス・アロット
- 美術監督 - 東條俊寿、河野次郎、古谷彰、藤江優子、海老沢登代、遠山麻里子
- 編集 - 鶴渕允寿、高橋和子
- 音楽 - シュキ・レヴィ、ハイム・サバン
- 音響効果 - 横山正和
- プロデューサー - ジーン・チャロピン、アンディ・ヘイワード、片山哲生
- 製作 - DIC

### 各話スタッフ
シーズン1
- 脚本 - ジーン・チャロピン、アンディ・ヘイワード、ブルーノ・ビアンキ
- 絵コンテ - フィリップ・ブーシェ、ジョージス・グラマ、エドワード・デビッド 他
- 演出 - デール・コックス、スコット・ケープル、橋本三郎、矢野博之、小堤一明、宮沢みきお

シーズン2
- 脚本 - エレノア・ブリアン・モール 他
- 絵コンテ - 橋本三郎、矢野博之、有原誠治　他
- 演出 - 比留間敏之、三家本泰美

## 各話一覧

### ガジェット警部
日本放送順。出典
| 話数   | 話数 | 邦題                           | 原題                            | 放送日         |
| ------ | ---- | ------------------------------ | ------------------------------- | -------------- |
| 1      | 1    | ネス湖の怪物騒動               | Monster Lake                    | 1990年 8月15日 |
| 2      | 2    | ミサイルを止めろ               | Down on the Farm                | 8月16日        |
| 3      | 3    | ピエロになったガジェット       | Gadget at the Circus            | 8月17日        |
| 4      | 4    | アマゾンは危険がいっぱい       | The Amazon                      | 8月18日        |
| 5      | 5    | ガジェットの休日               | Health Spa                      | 8月20日        |
| 6      | 6    | 奪われた豪華客船               | The Boat                        | 8月21日        |
| 7      | 7    | ドラキュラ城の恐怖             | Haunted Castle                  | 8月22日        |
| 8      | 8    | カーレースの罠                 | Race to the Finish              | 8月23日        |
| 9      | 9    | ルビーを取り戻せ               | The Ruby                        | 8月24日        |
| 10     | 10   | 消えたスター                   | A Star is Lost                  | 8月25日        |
| 11     | 11   | インカ帝国の黄金               | All That Glitters               | 8月27日        |
| 12     | 12   | 映画スター・ガジェット誕生     | Movie Set                       | 8月28日        |
| 13     | 13   | ダイナマイトを探せ             | Amusement Park                  | 8月29日        |
| 14     | 14   | 自由の女神の乾杯を             | Art Heist                       | 8月30日        |
| 15     | 15   | 呪われた火山島                 | Volcano Island                  | 8月31日        |
| 16     | 16   | インベーダー出現               | The Invasion                    | 9月1日         |
| 17     | 17   | ふたりのガジェット             | The Infiltration                | 9月3日         |
| 18     | 18   | ピラミッドの謎                 | The Curse of The Pharaoh        | 9月4日         |
| 19     | 19   | ガジェット殺人計画             | M.A.D Trap                      | 9月5日         |
| 20     | 20   | 暴走列車危機いっぱつ！         | Basic Training                  | 9月6日         |
| 21     | 21   | ガジェットを眠らせろ           | Sleeping Gas                    | 9月7日         |
| 22     | 22   | クビになったガジェット         | Gadget's Replacement            | 9月8日         |
| 23     | 23   | 恐怖のおばけ植物               | Greenfinger                     | 9月10日        |
| 24     | 24   | ガジェット西部へ行く           | Gadget Goes West                | 9月11日        |
| 25     | 25   | 秒読みのスペースシップ         | Launch Time                     | 9月13日        |
| 26     | 26   | アフリカの黒い悪魔             | Photo Safari                    | 9月14日        |
| 27     | 27   | カッコー時計の犯罪             | Coo-Coo Clock Caper             | 1994年 4月14日 |
| 28     | 28   | バミューダ・トライアングル     | The Bermuda Triangle            | 4月21日        |
| 29     | 29   | ガジェット日本へ行く           | The Japanese Connection         | 5月5日         |
| 30     | 30   | ガジェットのアラビアン・ナイト | Arabian Nights                  | 5月12日        |
| 31     | 31   | 見えないスーツ                 | Clear Case                      | 5月19日        |
| 32     | 32   | 風車とチョコとダイヤモンド     | Dutch Treat                     | 6月2日         |
| 33     | 33   | 地震装置を見つけ出せ!          | The Great Divide                | 6月9日         |
| 34     | 34   | 真珠の首飾りを取り戻せ!        | Eye of the Dragon               | 6月16日        |
| 35     | 35   | 逮捕されたガジェット           | Doubled Agent                   | 6月30日        |
| 36     | 36   | ガジェットは人気スター?        | Plantform of the Opera          | 7月14日        |
| 37     | 37   | スパイ衛星を追え!              | Don't Hold Your Breath          | 7月28日        |
| 38     | 38   | 謎の最新兵器                   | Gone Went the Wind              | 8月11日        |
| 39     | 39   | 王様とガジェット               | King Wrong                      | 8月25日        |
| 40     | 40   | おかしな冒険ツアー             | Pirate Island                   | 9月8日         |
| 41     | 41   | ガジェットを特訓せよ!          | M.A.D. Academy                  | 9月22日        |
| 42     | 42   | ジャングルは大さわぎ           | No Flies on Us                  | 10月6日        |
| 43     | 43   | クローバーは幸運のしるし       | Luck of the Irish               | 10月20日       |
| 44     | 44   | ガジェット殿下の花嫁?          | Prince of the Gypsies           | 11月3日        |
| 45     | 45   | 魔法のヤギをつかまえろ!        | Old Man of the Mountain         | 11月17日       |
| 46     | 46   | エメラルドのアヒルの秘密       | The Emerald Duck                | 12月8日        |
| 47     | 47   | 乳牛のストライキ?              | Do Unto Udders                  | 12月22日       |
| 48     | 48   | 木馬は危険なプレゼント         | Did You Myth Me?                | 1995年 1月5日  |
| 49     | 49   | ホテル爆破計画をつぶせ         | A Bad Altitude                  | 1月26日        |
| 50     | 50   | ニセ札作りを追え               | Funny Money                     | 2月9日         |
| 51     | 51   | 消えた戦闘機                   | Follow That Jet                 | 2月23日        |
| 52     | 52   | 貯水量0!盗まれたダムの水       | Dry Spell                       | 3月9日         |
| 53     | 53   | ねらわれた黄金                 | Smeldorado                      | 4月20日        |
| 54     | 54   | クインビー署長を救出せよ!      | Quimby Exchange                 | 4月27日        |
| 55     | 55   | ヒマラヤから消えた雪           | Weather in Tibet                | 5月11日        |
| 56     | 56   | ロンドン塔の危機               | Unhenged                        | 5月18日        |
| 57     | 57   | 死闘? ガジェット対毒ヘビ教授   | Snakin' All Over                | 6月1日         |
| 58     | 58   | パリの宝石強盗                 | In Seine                        | 6月8日         |
| 59     | 59   | カナダの森が大ピンチ           | Tree Guesses                    | 6月15日        |
| 60     | 60   | イスタンブールの星             | Birds of a Feather              | 6月22日        |
| 61     | 61   | 伝説の勇者? ガジェット         | So It is Written                | 6月29日        |
| 62     | 62   | 天才犬ファング誘拐事件         | Fang the Wonder Dog             | 7月6日         |
| 63     | 63   | カーニバルはスリの季節         | School for Pickpockets          | 7月13日        |
| 64     | 64   | 危機一髪! クイズ王ガジェット   | Quizz Master                    | 7月20日        |
| 65     | 66   | マジシャン? ガジェット         | Magic Gadget                    | 1995年 7月27日 |
| 66     | 67   | 有名人のペットはご用心!        | The Great Wambini's Seance      | 8月10日        |
| 67     | 68   | しくまれた三つの予言           | Wambini Predicts                | 8月24日        |
| 68     | 69   | 押しかけ刑事はウデっきき!      | The Capeman Cometh              | 9月7日         |
| 69     | 70   | マッドの悪の記念日             | Crashcourse in Crime            | 9月21日        |
| 70     | 71   | ガジェット装備は絶好調?        | Gadget's Gadgets                | 10月5日        |
| 71     | 72   | 強敵は五つ子ちゃん             | Gadget in Minimadness           | 10月19日       |
| 72     | 73   | 人形にされたガジェット         | The Incredible Shrinking Gadget | 11月2日        |
| 73     | 74   | ペニーの秘密兵器               | Gadget Meets the Grappler       | 11月16日       |
| 74     | 75   | ガジェット警部のみた夢は?      | Bad Dreams Are Made of This     | 11月30日       |
| 75     | 76   | ガジェットの幽霊退治           | Ghost Catchers                  | 12月14日       |
| 76     | 77   | 連続盗難事件・ナゾの電話機     | Busy Signal                     | 1996年 1月25日 |
| 77     | 78   | SOS!宇宙ステーション           | Focus on Gadget                 | 2月8日         |
| 78     | 79   | 月へとびだしたガジェット       | Mad in the Moon                 | 2月22日        |
| 79     | 80   | 恋におちたガジェット           | N.S.F. Gadget                   | 3月7日         |
| 80     | 81   | ガジェットは恐竜の調教師       | Tyrannosaurus Gadget            | 3月14日        |
| 81     | 85   | ガジェット最後の大手柄         | Gadget and Old Lace             | 3月21日        |
| 82     | 83   | 不明                           | Gadget's Clean Sweep            | 1998年 2月12日 |
| 83     | 84   | 不明                           | Gadget Meets the Clan           | 2月26日        |
| 84?85? | 65   | 不明                           | Gadget in Winterland            | 3月            |
| 84?85? | 82   | 不明                           | Gadget's Roma                   | 3月            |
| 86     | 86   | 不明                           | Gadget and the Red Rose         | 4月2日         |

1998年3月5日（再放送）、3月19日、3月26日については放送された回が不明。
※衛星アニメ劇場での放送開始前の1988年12月27日（火曜11時05分 - 11時30分）、12月31日（土曜11時35分30秒 - 12時00分）にもNHK-BS1で2回（第85話ともう1本）まで放送されていた。

### ガジェット警部の事件簿
| 話数 | 邦題                                 | 原題                                                                                     |
| ---- | ------------------------------------ | ---------------------------------------------------------------------------------------- |
| 1    | ガジェット2.0 前編ガジェット2.0 後編 | Gadget 2.0 Part 1Gadget 2.0 Part 2                                                       |
| 2    | タワーリング・タワー?                | Towering TowersGame Over Man                                                             |
| 3    | ボディガード?                        | Rock OutStrike a Pose                                                                    |
| 4    | マッドの新人ぼしゅう作戦?            | A Better Class of MADCough Due to Claw                                                   |
| 5    | ドッグショーは大パニック?            | Dog Show Days Are OverOne Bad Apple                                                      |
| 6    | マッドみたいに最悪?                  | Sucks Like MADA Claw for Talon                                                           |
| 7    | ガジェットばくだん?                  | Gadget's Da BombGadget Management                                                        |
| 8    | 幻のダイヤモンド・シティ?            | Diamonds Are a MAD's Best FriendTicked Off                                               |
| 9    | ドリル作戦の結末は??                 | You Know the DrillOperation HQ Reunion                                                   |
| 10   | ドーナツはママの味?                  | A Hole in OneOperation Hocus Pocus                                                       |
| 11   | 飛行船を死守せよ?                    | MAD Carpet RideAppy Days                                                                 |
| 12   | ガジェット、時空の旅へ?              | Collider ScopeShe Got Dangerous Game                                                     |
| 13   | ガジェットは海の底?                  | My Gadget Will Go OnThe Gadgetator                                                       |
| 14   | 動き出す石頭？                       | Head CaseStart Your Gadgets                                                              |
| 15   | マッド、精神力勝負?                  | Mind over MADderTrain-ing Day                                                            |
| 16   | イエティ、危機いっぱつ?              | Ice, Ice YetiMAD Soaker                                                                  |
| 17   | コルテスの泉?                        | The Fountain of CortezEvil U                                                             |
| 18   | モンスターブレイン?                  | WereBrain of LondonAirhead to the Throne                                                 |
| 19   | 伝説の都市アトランティス?            | Lost in the Lost City of Atlantisof LondonA Penny Saved                                  |
| 20   | あっちもこっちもペニー?              | Double O'PennyWe Heart Gadget                                                            |
| 21   | 小さなタロンの大ぼうけん?            | Tiny Talon TimeFellowsheep of the Ring                                                   |
| 22   | ふんかを止めるのに一苦労?            | A Clawruption The ClawruptionForever MAD                                                 |
| 23   | ガジェット、終末を行く？?            | Beyond GadgetdomeBrain Drain                                                             |
| 24   | マッドトリックスって何だ?            | What Is... the MADtrixMost Extreme Gadget Challenge                                      |
| 25   | ピラミッドが消える日?                | Pyramid SchemeBack to the MAD Future                                                     |
| 26   | ロシアへ、愛をこめて?                | Tool Russia, With LoveLow Speed                                                          |
| 27   | ?                                    | Jurassic JerkAssistant Chief McFibber                                                    |
| 28   | ?                                    | Drone of SilenceGrowing Like MAD                                                         |
| 29   | ?                                    | MAD MoneyBaking Bad                                                                      |
| 30   | ?                                    | Tempest in a Tea CupMr. Security                                                         |
| 31   | ?                                    | Cooking with ClawCatnipped in the Bud                                                    |
| 32   | ?                                    | Cuckoo for TalonFayre Game                                                               |
| 33   | ?                                    | Picnic PestsTalent Show Off                                                              |
| 34   | ?                                    | Gadget & OatsfunkleMetro City's Sinking                                                  |
| 35   | ?                                    | The Lady and the VampThe Walking Head Cold                                               |
| 36   | ?                                    | Get SmartsEscape Room with a View                                                        |
| 37   | ?                                    | Who Do VoodooMidnight MADness                                                            |
| 38   | ?                                    | Gadg-EDSee You Later, Super Gator                                                        |
| 39   | ?                                    | Rain of TerrorThe Truth Is Under There                                                   |
| 40   | ?                                    | Frienemy of the StateMADhenge                                                            |
| 41   | ?                                    | The Claw Who Stole ChristmasThe Thingy                                                   |
| 42   | ?                                    | The Talon-ted Mr. ColinMADzilla                                                          |
| 43   | ?                                    | Anti-gravityToo Many Talons                                                              |
| 44   | ?                                    | Star PowerPanda-monium                                                                   |
| 45   | ?                                    | Under the MADnight SunSkyrates Off the Starboard Bow!                                    |
| 46   | ?                                    | Fate it ‘til You Make itOnce Upon a Screentime                                           |
| 47   | ?                                    | The MADstache of Professor CoinMADthuselah                                               |
| 48   | ?                                    | The Heir AffhairParched Nemesis                                                          |
| 49   | ?                                    | Trees CompanyMADtrack                                                                    |
| 50   | ?                                    | The Missionball BallTell Me What Sphinx                                                  |
| 51   | ?                                    | HarmageddonDo No Arm                                                                     |
| 52   | ?                                    | Inspector Gadget Goes to JailWe Had a Really Good Title for This One... But We Forgot It |

## 主題歌
「Le Thème de Inspecteur」